# Raitu Coolie Sangham (Andhra Pradesh)

RCS (A.P.):s fana

Raitu Coolie Sangham (Andhra Pradesh) (Delstatsbondeförbundet, korrekt translitterering Raitu Kuulii Sangham), revolutionär bonderörelse i den indiska delstaten Andhra Pradesh, närstående Communist Party of India (Marxist-Leninist).
Organisationens sekreterare är Kotaiah och dess ordförande Sinhadrai Jhansi.